# Glenea beatrix
Glenea beatrix é uma espécie de escaravelho da família Cerambycidae. Foi descrita por James Thomson in 1879.

## Subespécies
- Glenea beatrix beatrix Thomson, 1879
- Glenea beatrix obiensis Breuning, 1956